# Eric Lundin
Eric "Jokke" Lundin, född 1948, är en svensk journalist och radioreporter. Lundin är verksam i Falun och är anställd vid Sveriges Radio. Han är utbildad gymnastikdirektör, men arbetar sedan 1986 (fast sedan 1994) på Radiosporten med främsta uppgift att täcka olika sportevenemang i Dalarna. Han har även haft det redaktionella huvudansvaret för sändningarna från Paralympics i Atlanta, Sydney, Aten och Peking..
Lundin är även ordförande i nomineringsjuryn för priset till Årets idrottare med funktionshinder som delas ut under Idrottsgalan.
Lundin är en ivrig motionär och har genomfört ett flertal maratonlopp.